# Сунми
Лий Сун Ми (на корейски: 선미) позната още като Сунми, е южнокорейска певица.
Дебютира през 2007 г. като член на южнокорейската момичешка група Wonder Girls и напуска групата през януари 2010 г., за да следва академичната си кариера. След 3-годишна пауза, през която се оттегля от музикалната си кариера, Сунми дебютира като солов артист през август 2013 г. Дебютната ѝ песен „Full Moon“ и „24 Hours“ са на номер 1 и 2 на South Korea's Gaon Digital Chart.
През 2015 г. Сунми обявява, че продължава с „Wonder Girls“, докато не се разпадат през 2017 г. Впоследствие тя напуска JYP Entertainment и се присъединява към Makeus Entertainment. Втората ѝ дебютна песен като солов артист Warning е издадена през 2018 г., като създава и хитовите сингли „Gashina“, „Heroine“ и „Siren“

## Ранен живот
Сунми е родена на 2 май 1992 г. в Iksan, North Jeolla, Южна Корея. Тя е завършила Hwangnam Elementary School, Chungdam Middle School и Chungdam High School и учи в Dongguk University със специалност музикален театър.

## Кариера

### 2006 – 2017: Начало на кариерата и соло дебют
През май 2006 г. Сунми е обявена като 4-тия член на „Wonder Girls“, група, създадена от JYP Entertainment. Групата дебютира със сингъла „Irony“ на MBC's Show! Music Core на 10 февруари 2007 г. Групата бързо набира популярност с хитовете „Tell Me“, „So Hot“ и „Nobody“ в рамките на 2 години след като дебютират. На 10 януари, 2010 г., компанията обявява, че Сунми ще напуска Wonder Girls.
През август, 2013 г. се разбира, че тя ще се върне към музикалната си кариера, дебютирайки като соло артист. Сунми прави официалния си дебют на 22 август на Mnet's M! Countdown. Сингъла ѝ „24 Hours“, е издаден на 26 август, 2013 г. и постига all-kill на всички класации. Впоследствие албума ѝ Full Moon е издаден на 17 февруари, 2014. Водещият сингъл Full Moon достигна номер 2 на Billboard's K-pop Hot 100.

### След 2017 г.: Напускане на JYP Entertainment, Warning и световно турне
На 26 януари, 2017 г., Wonder Girls се разпадат след неуспешно предоговаряне с членовете Сунми и Yeeun. Групата издава последния си сингъл „Draw Me“ на 10 февруари, която отбелязва и десетата им годишнина. През март, 2017 г., Сунми подписва договор с Makeus Entertainment. През август, 2017 г., тя издава сингъла „Gashina“.
Сунми се завръща със сингъла „Heroine“, на 18 януари, 2018 г. Тя го описва като предистория на „Gashina“. На 4 септември, 2018 г., тя издава албума Warning с водещия сингъл „Siren“. „Siren“ получава all-kill на 6 музикални класации. През февруари, 2019 г. Сунми направи първото си световно турне, озаглавено „Warning“. По време на турнето, на 4 март, 2019 г., тя издава сингъл на име „Noir“. След като завършва турнето се връща отново със сингъла „Lalalay“ на 27 август, 2019 г.